# حوشنگ
حوشنگ یا خوشنگ روستایی در دهستان کیشکور بخش کیشکور شهرستان سرباز استان سیستان و بلوچستان ایران است.

## جمعیت
بر پایه سرشماری عمومی نفوس و مسکن در سال ۱۳۹۵ جمعیت این روستا ۳۷۲ نفر (۹۶خانوار) بوده‌است.